# Левон Гмырак
Левон Гмырак (настоящие имя и фамилия — Мечислав Бобрович) (бел. Лявон Гмырак; 6 (18) апреля 1891, фольварк Пархвенава, Вилейский уезд (ныне Парафьяново, Докшицкий район, Витебской области — 30 июня (13 июля) 1915, под Каунасом) — белорусский литературный критик, публицист и прозаик.

## Биография
После окончания в 1908 году гимназии в Вильно, до 1912 обучался в частной технико-промышленной школе в Варшаве.
Участник Первой мировой войны. В 1914 году был призван в русскую армию, погиб в бою под Каунасом.

## Творчество
С 1913 печатался в газете «Наша нива» и сборнике «Пасхальная писанка». Сотрудничал с «Нашей нивой», в которой печатал свои рассказы («Василева свадьба»), фельетоны, публицистические и критические статьи.
Рассказы прозаика посвящены проблемам белорусского села («Василева свадьба» и др.). В 1914 году к 100-летию со дня рождения Т. Шевченко в той же газете напечатал статью «Тарас Шевченко», в которой изложил автобиографию поэта, проанализировал мотивы и тематику его произведений.
Автор очерка по истории национально-культурного движения «Белорусское национальное возрождение» (1914 г.), статей по истории белорусского культуры, актуальным проблемам белорусской социально-политической жизни.
В его произведениях талантливо отражены искренний демократизм, народолюбие и самоотверженность белорусских возрожденцев.
Как критик защищал позиции реализма и народности. Выступал против декадентства.